# Guioa koniamboensis
Guioa koniamboensis är en kinesträdsväxtart som beskrevs av André Guillaumin. Guioa koniamboensis ingår i släktet Guioa och familjen kinesträdsväxter. Inga underarter finns listade i Catalogue of Life.